# Буфархат, Джонни
Джонни Буфархат (англ. Johnny Boufarhat; 1 июня 1994, Сидней, Австралия) —  британский бизнесмен и миллиардер арабо-армянского происхождения, родившийся в Австралии. Основатель платформы виртуальных мероприятий Hopin, стоимость которой резко возросла в период пандемии  и в 2021 году оценивалась в 7,8 млрд. долл. США. В 2022 году личное состояние Буфархата оценивалось в 1,7 млрд. брит. фунтов. Таким образом он стал одним из самых молодых миллиардеров, заработавших состояние самостоятельно.   

## Биография
Джонни Буфархат родился в Сиднее, Австралия, 1 июня 1994 года в семье отца-ливанца, инженера-механика по образованию, и матери-армянки родом из Сирии, работавшей бухгалтером. Проучившись в течение короткого периода времени в Американской академии Дубая, он и его семья позже переехали в Великобританию, где Буфархат получил степень в области машиностроения и менеджмента в Манчестерском университете.
Борясь с редкой аллергической реакцией в 2015 году, ослабленная иммунная система Буфархата заперла его в помещении, что усилило его стремление к человеческому общению и личным встречам. Разочарованный своими ограничениями, он начал программировать на кухне своей лондонской квартиры в начале 2019 года, задумав создать платформу для онлайн-мероприятий, которая в конечном итоге стала Hopin.
В конце 2019 года он выпустил раннюю версию Hopin, намереваясь запустить её в сентябре 2020 года. Однако пандемия ускорила график на шесть месяцев.
Будучи программистом-самоучкой, Буфархат продемонстрировал новаторство, которое произвело впечатление на инвесторов. Его вера в будущее, где люди смогут участвовать в значимых событиях где угодно, остается центральной в видении Hopin.
Компания Hopin продемонстрировала значительный рост во время пандемии, извлекая выгоду из глобального перехода к онлайн-встречам. В результате её резкого роста стоимости, доля Джони Буфархата выросла примерно до 3,2 млрд. долл. США, что сделало его одним из самых молодых миллиардеров в мире, заработавших свои деньги самостоятельно.
Расширение Hopin было быстрым — количество сотрудников выросло с 6 человек в начале 2020 года до более 800 в настоящее время. Компания также осуществила стратегические приобретения, в том числе StreamYard, Streamable, Jamm, Boomset и Attendify.
Из-за того, что Hopin является частной компанией и её акции не котируются на биржах, то её точную рыночную стоимость, как и состояние её основателя Буфархата назвать сложно, из-за чего в источниках приводятся разные цифры. Доли в Hopin обращаются в Zanbato — компании, которая управляет частным вторичным торговым рынком.